# Larutia
Larutia es un género de lagartos de la familia Scincidae que se distribuyen por el Sondalandia.

## Especies
Se reconocen las 8 siguientes listadas alfabéticamente:
- Larutia larutensis (Boulenger, 1900)
- Larutia miodactyla (Boulenger, 1903)
- Larutia nubisilvicola Chan-Ard, Cota, Makchai & Lhaotaew, 2011
- Larutia penangensis Grismer, Huat, Siler, Chan, Wood, Grismer, Sah & Ahmad, 2011
- Larutia puehensis Grismer, Leong & Yaakob, 2003
- Larutia seribuatensis Grismer, Leong & Yaakob, 2003
- Larutia sumatrensis (Günther, 1873)
- Larutia trifasciata (Tweedie, 1940)